# 러시아 연극
러시아 연극(История театра в России)은 러시아의 연극에 대한 시대별 흐름과 특징을 다룬다.

## 러시아 연극의 시대별 흐름

### 러시아 연극과 10월혁명
1917년의 10월 혁명에 의해 성립된 러시아 정권은 국민의 교화와 계몽의 강력한 수단으로서의 연극의 역할을 인정하고, 이의 관리와 통제에 힘을 기울였는데 1919년에는 구 제실극장(舊帝室劇場)을 포함한 전 극장의 국유화를 실시하고, 전면적으로 그 보호와 육성에 노력하게 되었다.
러시아 민족은 이미 19세기에 말리 극장, 알렉산드린스키 극장 등으로 대표되는 국민연극을 확립하고, 더욱이 20세기 초에는 콘스탄틴 스타니슬랍스키와 블라디미르 네미로비치단첸코가 이끄는 모스크바 예술극장이 세계의 근대극 운동의 선두에 섰으며, 또 표도르 샬리아핀 · 안나 파블로바 등의 천재의 출현으로 오페라와 발레의 예술에 있어서도 하나의 시대를 이루는 과업을 성취했다.

### 국민경제 재건시대
1928년 가을에 시작된 국민경제 재건의 제1차 5개년계획은 스탈린 독재확립의 초기에 해당되는데, 이 무렵 새로운 러시아 희곡의 상연으로 겨우 자신을 회복한 옛 극장인의 사상적 전환과 새로운 기간분자(基幹分子)의 성장은 러시아 연극에 본질적인 변화를 가져왔다. 그리고 1930년대 중엽에는 문학·예술의 창조방법으로 주창된 사회주의 리얼리즘의 이론이 연극 분야에서도 지도적인 것이 되었다. 이것이 정치에서의 개인숭배와 교조주의가 만연된 시기와 일치되었다는 것은 흥미있는 일이다.
한편 리얼리즘의 곡해로 이질적인 예술적 주장이나 실천이 모두 형식주의의 이름 밑에 매장되고, 그것이 또한 정치적 음모와 얽히고 설키어 프세볼로트 메이예르홀트를 비롯한 여러 연극인이나 작가가 모습을 감추는 1937년과 1938년의 암흑기가 찾아왔다.

### 제2차 세계대전과 연극
그러나 1941년에 발발한 독소 전쟁은 그러한 모순을 해결하지 못한 채 모든 극장을 국민과 일체로 묶어 조국방위, 파시즘 타도전으로 몰아세우게 되었다. 후방으로 소개할 수밖에 없었던 극장인은 재빨리 전선돌격대를 편성하고 간소강력한 프로그램을 만들어 싸움터를 누비며 파르티잔 병사들의 전의를 고무해 가면서 대전을 치렀던 것이다.
그러나 미증유의 전화(戰禍)를 입은 러시아는 이런 상처를 회복하기 위해서 전시 못지 않은 국민의 인내와 긴장을 필요로 하였고, 전후 인심의 퇴폐 및 이완과 싸워야만 했다. 1946년 여름의 이른바 '드라마 극장의 상연목록과 그 개선책'이라는 당 중앙위원회의 결의는 그간의 상황을 말해 주는 것이며, 비애국적 코스모폴리터니즘·서구숭배·형식주의 비판의 선풍이 일련의 작곡가나 극장인을 엄습하고, 협량(狹量)한 민족주의 존중이란 이름 아래 예술이 획일화되고 균등화되는 전락의 위험 밑에 놓이게 되었다.

### 러시아 연극의 신시대
그러나 스탈린의 죽음(1953)과 그 후의 스탈린 비판으로 러시아 연극은 그 혼미에서 탈출하는 데 성공했다.
러시아의 연극은 러시아 국민연극의 좋은 전통인 리얼리즘의 입장을 견지하면서도 각 극장이 각기 독자성을 가진 집단으로서 자유롭게 그 특색을 발휘할 수 있는 모든 조건을 갖추고 있다. 극장 예술의 중핵을 이루고 있는 것은 드라마인데, 오페라·발레, 뮤지컬 코미디 등의 음악극, 아동극, 인형극, 서커스 등, 여기에는 연극의 모든 장르가 있다. 이들 극장에서는 러시아 연극의 이념과 정책상 당연히 관객의 저속한 취미에 영합하거나 영리를 목적으로 하는 행위는 허용되지 않는다. 관중의 교양을 높이는 고도한 내용을 가지며, 그러면서도 대중이 이해할 수 있어야 된다는 것이 극작 및 연극의 제1조건이다.
더욱이 러시아 연극의 중요한 특색은 다민족성이다. 제정시대(帝政時代)에는 전혀 자기들의 극장을 갖지 못하였던 소수민족이 현재에는 자국어로 된 극장을 갖게 되었고, 45개의 민족어에 의한 극장이 존재하고 있다. 소수민족문화의 발전과 성장은 특히 연극 분야에 있어서 현저히 나타나 있다.

## 러시아의 극장현황
러시아의 극장은 모두 국립 내지 공립이며, 사영극장은 없다. 또하나 말해 둘 것은 극장과 극단이 일체라는 점, 즉 극단은 항상 상설된 자기의 극장을 갖고 있다는 점이다. 그러나 농촌이나 도시의 문화회관, 클럽 등을 순회하는 이동극단도 있다. 그러나 일반적으로 극장이라고 하면 그것은 극단을 포함하는 극장인 것이다. 또한 각 극장은 앙상블을 존중하기 때문에 교류나 객연(客演)의 제도는 있어도 행사는 아주 드물다. 따라서 연출자나 배우는 극장에 전속되어, 자유로운 극장인은 매우 적다. 서커스나 이동무대를 제외한 각 극장의 상연종목은 매일 바뀐다. 예를 들어 예술극장의 경우, 오늘 <죄없는 죄인>을 상연한다면 내일은 <겨울이야기>, 그 다음날은 <안나 카레니나>를 상연하는 식으로 바뀌는 것이며 일요일에는 마티네(matinee)가 있다. 현재 러시아에는 약 5백개의 극장이 있는데, 이것을 장르별로 보면, 오페라 발레 극장 33, 뮤지컬 코미디 20, 아동극장 100, 나머지 350이 드라마 및 코미디, 기타로 되어 있다. 이 중 모스크바에 약 30, 레닌그라드에는 20개의 극장이 있다.
- 볼쇼이 극장
- 키로프 극장
- 모스크바 예술극장
- 말리 극장
- 바흐탄고프 극장
- 알렉산드린스키 극장
- 레닌그라드 아동극장
- 러시아 국립중앙인형극장
- 스타니슬랍스키-네미로비치 단첸코 기념음악극장

## 참고 자료
- 이 문서에는 다음커뮤니케이션(현 카카오)에서 GFDL 또는 CC-SA 라이선스로 배포한 글로벌 세계대백과사전의 내용을 기초로 작성된 글이 포함되어 있습니다.